# 31-й пехотный полк (Австро-Венгрия)
31-й Венгерский пехотный полк (нем. Ungarisches Infanterie-Regiment Nr. 31) — венгерский (румынский) пехотный полк Единой армии Австро-Венгрии.

## История
Образован в 1741 году. До 1915 года носил название 31-й Венгерский пехотный полк «Пухерна» (нем. Ungarisches Infanterie Regiment «Pucherna» Nr. 31). Участвовал в австро-турецких и Наполеоновских войнах, Семилетней и Австро-итало-прусской войне, а также в подавлении Венгерского восстания. В разное время покровителями полка были:
- 1829—1849: граф Август Лайнинген-Вестербург
- 1849—1863: барон Карл фон Кулоц
- 1863—1904: великий герцог Фридрих Вильгельм фон Мекленбург-Штрелиц
- 1904—1918: Пухерна

Полк состоял из 4-х батальонов: 1-й базировался в Абрудбанье, 2-й — в Надьсебее, 3-й и 4-й — в Дьюлафехерваре. Национальный состав полка по состоянию на 1914 год: 69 % — румыны, 25 % — немцы, 6 % — прочие национальности. Перед войной 1-й, 2-й и 4-й батальоны со штабом были переведены в Надьсебей, 3-й остался в Сплите.
В 1914 и 1915 годах полк сражался на Восточном фронте Первой мировой войны против русской армии в Галиции. Солдаты полка были захоронены на военном кладбище № 280 (Поромбка-Ушевска) и на кладбище в Котовице.
В ходе так называемых реформ Конрада с июня 1918 года число батальонов было сокращено до трёх: остались только 1-й, 2-й и 4-й батальоны.

## Командиры
- 1859—1865: полковник Йозеф фон Дормус[9]
- 1865—1873: полковник Антон Дормус[10]
- 1873—1879: полковник Вильгельм Попп, эдлер фон Поппенхайм
- 1879—1903: полковник Томаш Гец[11]
- 1903—1905: полковник Рудольф Кляйн
- 1905—1906: полковник Вильгельм Мербеллер
- 1907—1909: полковник барон Рудольф фон Дюрфельд[12]
- 1911: полковник Антон Гольбах
- 1912—1914: полковник Генрих, эдлер фон Залмон[2]